# Browsing Collection
Browsing Collection är en svensk rockgrupp från Skövde bestående av Mimi Brander (sång/gitarr), Moa Lenngren (gitarr/sång), Nora Lenngren (bas/sång) och Carro Karlsson (trummor). De har gett ut två studioalbum; Greetings from Wonderland (2015) och Cyber Space Buffet (2020).
Gruppen tävlade i den andra deltävlingen av Melodifestivalen 2022 med låten "Face in the Crowd". Väl där hamnade de på sjätte plats och åkte därmed ut.

## Diskografi

### Studioalbum
- Greetings from Wonderland (2015)
- Cyber Space Buffet (2020)

### EP
- As It Strikes Eleven (2011)
- Don't Want To Dance (2018)

Singlar
- Working On The Title (2012)